# Kari Harila
Kari Harila, född 15 april 1968 i Uleåborg, är en finländsk före detta professionell ishockeyspelare.
Kari har blivit finsk mästare med HC TPS 6 gånger; 1989, 1990, 1991, 1993, 1995 och 2000. Han har även tagit 2 FM-silver med samma klubb; 1994 och 1996.